# Erebia runcensis
Erebia runcensis är en fjärilsart som beskrevs av König 1965. Erebia runcensis ingår i släktet Erebia och familjen praktfjärilar. Inga underarter finns listade i Catalogue of Life.